# San Juan Ixcoy
San Juan Ixcoy é uma cidade da Guatemala do departamento de Huehuetenango.